# Asesinato de Alexis Sharkey
Alexis Leigh Sharkey (de soltera, Robinault) fue una influencer de las redes sociales estadounidense de 26 años que fue vista con vida por última vez alrededor de las 6 p. m. el 27 de noviembre de 2020. Al día siguiente, su cuerpo desnudo fue encontrado cerca de su casa; había sido estrangulada. El 5 de octubre de 2021, su esposo de 49 años, Thomas Sharkey, se suicidó cuando estaba a punto de ser arrestado.

## Trasfondo
Alexis Sharkey nació como Alexis Leigh Robinault en Warren, Pensilvania. Creció en Youngsville, Pensilvania, y se graduó de Youngsville High School en 2012. En 2016 se graduó de la Universidad de Pittsburgh en Bradford con una especialización en biología y una especialización en nutrición y psicología.
Sharkey trabajó para la empresa de marketing multinivel Monat, que vende productos para el cuidado del cabello, el cuidado de la piel y el bienestar. Hizo publicaciones regulares en sus cuentas de Instagram y TikTok. Su madre la describió como preocupada por su salud y dijo que a su hija le encantaba vender productos ecológicos para el cuidado de la salud.
En octubre de 2020, Sharkey visitó Marfa, Texas, con varios amigos, quienes luego afirmaron que claramente le tenía miedo a alguien y que le preocupaba su seguridad. Compartió su última publicación de Instagram el 22 de noviembre del 2020, documentando sus viajes a Tulum, México. El 25 de noviembre habló con su madre. En la mañana del 26 de noviembre (Día de Acción de Gracias), la pareja compartió una comida.

## Desaparición y hallazgo de cadáver
Sharkey fue vista con vida por última vez la noche del 27 de noviembre. Su esposo Tom Starkey dijo: «She understood me. I understood her. We didn't fight when she left. I just told her she couldn't drive under the influence; She left anyhow. This is where we're at.» («Ella me entendió. Yo la entendí. No peleamos cuando se fue. Solo le dije que no podía conducir bajo la influencia [del alcohol]; se fue de todos modos. Aquí es donde estamos»). Sharkey, de quien sus amigos dijeron más tarde que por lo general era inseparable de su teléfono móvil, dejó de responder a los mensajes y llamadas.
El 28 de noviembre, Tom les dijo a sus familiares que ella estaba desaparecida. Agradeció a los seguidores de Instagram por su ayuda en la investigación y condenó a otros que dijeron cosas negativas sobre la desaparición de Sharkey. En los días siguientes dijo que estaba recibiendo amenazas de muerte y otros mensajes de odio.
El cuerpo desnudo de Sharkey fue descubierto alrededor de las 8 a. m. del 28 de noviembre, entre los arbustos en la cuadra 1000 de Red Haw Lane en Houston Energy Corridor, un distrito empresarial en el condado de Harris. Se creía que el cuerpo había sido dejado durante la noche, y la policía no encontró pruebas de que la víctima estuviera caminando por la calle, ni de que hubiera habido ningún intento de ocultar el cuerpo. A la mañana siguiente, Tom identificó su cuerpo en la oficina del médico forense del condado de Harris.
En una entrevista con ABC 13 Eyewitness News Houston, Tom dijo que su esposa no estaba tan feliz como se presentaba en las redes sociales y que él había estado luchando emocionalmente desde su desaparición, pero que su matrimonio era feliz. Dijo que había estado cooperando con los detectives, pero terminó la conversación diciendo: «I'm sorry. I'm sorry. I'm not a jerk, I'm just destroyed.» («Lo siento. Lo siento. No soy un idiota, solo estoy destruido»).

## Investigación policial
Unas dos semanas después del asesinato, Tom se fue de Texas. Cuando no hizo arreglos para el funeral de Alexis, el médico forense indicó como su pariente más cercano a su madre. Se llevó a cabo un funeral privado el 19 de diciembre, que se mantuvo en secreto de Tom. El 19 de enero de 2021, el informe del médico forense del Instituto de Ciencias Forenses del Condado de Harris determinó que la muerte de Sharkey fue un homicidio y que había sido estrangulada.
Después de muchos intentos de la policía para contactarlo, Tom acordó reunirse con los detectives a principios de agosto de 2021 para enviar una muestra de ADN, pero no lo hizo. El 29 de septiembre, la policía obtuvo una orden de arresto en su contra, afirmando luego que él era la única persona que tenía los medios, el motivo y la oportunidad para matar a Alexis.
El 5 de octubre, las autoridades se enteraron de que Tom se hospedaba con su hija de una relación anterior y la pareja de esta en Fort Myers, Florida. El 6 de octubre, alrededor de la 1 a. m., tras enterarse del arresto inminente, Tom corrió escaleras arriba y se suicidó disparándose en la cabeza.
Las autoridades dijeron más tarde que Tom había sido mentiroso y evasivo con los investigadores, y que había un historial de violencia doméstica entre él y Alexis.